# Epsilon Ophiuchi
Epsilon Ophiuchi (ε Ophiuchi, abgekürzt Epsilon Oph, ε Oph) ist ein Stern im Sternbild Schlangenträger. Er gehört zur Spektralklasse G mit einer scheinbaren visuellen Helligkeit von 3,2 mag. Dies entspricht einem Stern dritter Größe. Nach Messungen der Parallaxe durch Hipparcos ist der Stern ca. 106 Lichtjahre von der Erde entfernt. Er trägt den Eigennamen Yed Posterior (arab.يد jad / lat.), „nachfolgende Hand“. Er bildet einen, mit bloßem Auge sichtbaren, visuellen Doppelstern mit Delta Ophiuchi (Eigenname: Yed Prior, Entfernung ca. 170 Lichtjahre).

## Nomenklatur
ε Ophiuchi ist die Bayer-Bezeichnung des Sterns.
Der traditionelle Name dieses Sterns ist Yed Posterior. Yed ist von dem Wort „Yad“ aus der arabischen Sprache abgeleitet und bedeutet „Die Hand“. Epsilon und Delta Ophiuchi bilden zusammen die linke Hand von Ophiuchus (Schlangenträger), welche den Kopf einer Schlage hält. Dieser Kopf wird „Serpens Caput“ genannt und ist eine Sternkonstellation im Sternbild Schlange. Seit dem 5. Oktober 2016 ist der Name „Yed Posterior“ der Standardname dieses Sterns, aufgenommen in der Liste der Sternnamen der International Astronomical Union.

## Eigenschaften
Epsilon Ophiuchi gehört zur Spektralklasse G 9 IIIb. Der Stern ist ein gelber Riesenstern. Er hat seinen Wasserstoffvorrat für die Kernfusion nahezu verbraucht. Dies führt dazu, dass sich seine äußeren Hüllen erheblich ausgedehnt haben. Er hat ungefähr die doppelte Sonnenmasse. Sein Radius liegt bei geschätzten zehn Sonnenradien. Damit ist er ca. 54 mal leuchtkräftiger als die Sonne. Sein Alter beträgt ca. 1 Milliarde Jahre.
Analysen des Sternspektrums weisen auf einen Mangel an CN (Cyan) und C (Kohlenstoff) hin.
Die äußeren Hüllen des Sterns zeigen eine sonnenähnliche Oszillation mit einer Periode von 0,19 Tagen. Dies erlaubt die Anwendung von Methoden der Astroseismologie.
Bisher konnte die Methode der Energiegewinnung des Sterns nicht exakt geklärt werden. Es besteht entweder die Möglichkeit der Kernfusion von Wasserstoff innerhalb von Sternschalen (Schalenbrennen), oder die Fusion von Helium innerhalb des Kerns. Beide Methoden können die physikalischen Eigenschaften des Sterns erklären.
Die äquatoriale Rotationsgeschwindigkeit des Sterns liegt bei 5,7 km/s. Die Rotationsachse liegt in einem Winkel von 41–73° zur Sichtachse des Sterns von der Erde.